# Dacia Duster
El Dacia Duster és un vehicle tot camí compacte produït conjuntament pel fabricant francès Renault i la seua filial romanesa Dacia des de 2010. És també comercialitzat com el Renault Duster en certs mercats, tal com l'Índia, Iran, Rússia o Sud-amèrica. Va ser presentat oficialment el 2010 al Geneva Motor Show i és el tercer model basat en la plataforma Logan, després del Sandero.

## Disseny
El Duster es va introduir inicialment en la versió curses sobre gel preparat per al Trofeu Andros, presentat per primera vegada el 17 de novembre de 2009. La versió de producció va ser revelada als mitjans el 8 desembre de 2009, i posteriorment va ser llançada al Geneva Motor Show en març de 2010.